# Johann Franz de Backer
Johann Franz de Backer, auch Frans de Backer (* um 1680; † um 1750 in Breslau, Preußisch-Schlesien), war ein flämischer Barock-Maler.

## Leben

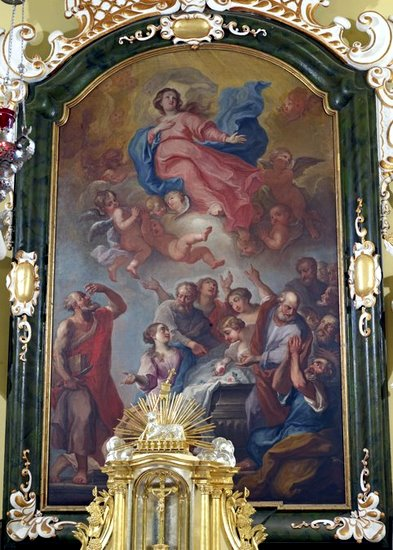
Altarbild Mariä Himmelfahrt in der Pfarrkirche von Bertholdsdorf, 1727

De Backer stammte wohl aus Antwerpen. Dort war er 1693/1694 Lehrjunge des Malers Andries van Hooff in der St.-Lukas-Gilde. In den Jahren 1704 bis 1716 ist er als Hofmaler des Kurfürsten Johann Wilhelm von der Pfalz am Düsseldorfer Hof greifbar. In dieser Zeit fertigte er Stiche nach Anthoni Schoonjans. Nach dem  Tod des Kurfürsten (1716) zog er nach Florenz, vermutlich im Zusammenhang mit der Rückkehr der Kurfürstinwitwe Anna Maria Luisa de’ Medici dorthin. 1721 lebte er in Rom, 1722/1723 als Hofkünstler des kaiserlichen Kammerherrn und Geheimrats Franz Joseph Czernin von Chudenitz in Prag und von 1725 bis 1733 als Hofmaler des Fürstbischofs Franz Ludwig von Pfalz-Neuburg in Breslau, wo er auch für weitere Auftraggeber tätig wurde. 1733 starb seine Ehefrau Maria Magdalena, geborene Bischoff aus Antwerpen. In den Jahren 1734 bis 1737 lebte er erneut in Antwerpen, später wieder in Breslau.